# Clásica de Ordizia 2014
La XCI Prueba Villafranca-Ordiziako Klasikoa (Gran Premio Ordiziako Udala) se disputó el 25 de julio de 2014 sobre un trazado de 170 km incluyendo, como novedad, el alto Gaintza -el mismo que se ascendió en la 1ª etapa de la Vuelta al País Vasco 2014- a 6 km de la llegada.
La prueba perteneció al UCI Europe Tour 2013-2014 de los Circuitos Continentales UCI, dentro de la categoría 1.1.
Participaron 11 equipos. El único equipo español de categoría UCI ProTeam (Movistar Team); el único de categoría Profesional Continental (Caja Rural-Seguros RGA); y los 2 de categoría Continental (Burgos-BH y Euskadi). En cuanto a representación extranjera, estuvieron 7 equipos: el Profesional Continental del Cofidis, Solutions Crédits y Androni Giocattoli-Venezuela; y los Continentales del 4-72 Colombia, Team La Pomme Marseille 13, Team Ecuador, Team Ukyo y Keith Mobel-Partizan. Formando así un pelotón de 93 ciclistas aunque finalmente fueron tras la baja de última hora de Andreas Keuser (Keith Mobel-Partizan), con entre 5 (el mencionado Keith Mobel-Partizan) y 10 corredores por equipo, de los que acabaron 65.
El ganador final fue Gorka Izagirre, quien hizo valer la superioridad numérica de su equipo (el Movistar), imponiéndose en el sprint de un cuarteto cabecero a Luis León Sánchez, finalmente segundo. Luis León se mostró el más fuerte en el tramo final de la prueba alcanzando a José Herrada, finalmente tercero, que era cabeza de carrera pero este bajó el ritmo para que llegasen sus compañeros de equipo: el mencionado Gorka e Igor Antón; para aprovechar la superioridad numérica y que así ganase uno de ellos.
En las clasificaciones secundarias se impusieron Mikel Aristi (montaña), Álvaro Robredo (metas volantes) y Albert Torres (sprints especiales).

## Clasificación final
| \| Posición \| Ciclista \| Equipo \| Tiempo \| \| -------- \| ----------------- \| ---------------------------- \| --------------- \| \| 1. \| Gorka Izagirre \| Movistar \| 4 h 22 min 22 s \| \| 2. \| Luis León Sánchez \| Caja Rural-Seguros RGA \| m.t. \| \| 3. \| José Herrada \| Movistar \| a 3 s \| \| 4. \| Igor Antón \| Movistar \| a 6 s \| \| 5. \| Dayer Quintana \| Movistar \| a 24 s \| \| 6. \| David Belda \| Burgos-BH \| a 38 s \| \| 7. \| Jordi Simón \| Ecuador \| m.t. \| \| 8. \| Johnny Hoogerland \| Androni Giocattoli-Venezuela \| a 44 s \| \| 9. \| Edson Calderón \| 4-72 Colombia \| m.t. \| \| 10. \| Javier Moreno \| Movistar \| m.t. \| |                   |                              |                 |
| Posición | Ciclista          | Equipo                       | Tiempo          |
| 1. | Gorka Izagirre    | Movistar                     | 4 h 22 min 22 s |
| 2. | Luis León Sánchez | Caja Rural-Seguros RGA       | m.t.            |
| 3. | José Herrada      | Movistar                     | a 3 s           |
| 4. | Igor Antón        | Movistar                     | a 6 s           |
| 5. | Dayer Quintana    | Movistar                     | a 24 s          |
| 6. | David Belda       | Burgos-BH                    | a 38 s          |
| 7. | Jordi Simón       | Ecuador                      | m.t.            |
| 8. | Johnny Hoogerland | Androni Giocattoli-Venezuela | a 44 s          |
| 9. | Edson Calderón    | 4-72 Colombia                | m.t.            |
| 10. | Javier Moreno     | Movistar                     | m.t.            |